# Telenomeuta punctimarginaria
Telenomeuta punctimarginaria là một loài bướm đêm trong họ Geometridae.